# ヘーリット・ファン・アイレンブルフ
ヘーリット・ファン・アイレンブルフ（Gerrit van Uylenburgh、1625年ころ - 1679年）は、オランダの画商である。父親のヘンドリク・ファン・アイレンブルフから画商の仕事を引き継ぎ、17世紀後半のオランダの重要な画商となった。

## 略歴
アムステルダムの有力な画商、ヘンドリク・ファン・アイレンブルフ(Hendrick van Uylenburgh: c.1587–1661)の息子に生まれた。父親はアムステルダムに工房を開き、有望な画家を雇って絵を描かせていた。有名な画家レンブラント・ファン・レイン(1606-1669)も1631年からしばらくヘンドリク・ファン・アイレンブルフの工房で働き、レンブラントは1633年に父親の姪かいとこのサスキア・ファン・アイレンブルフ(1612-1642)と結婚している。
1650年代半ばから、父親の仕事を継いで、父親と同じように、有望な若い画家を雇って、その作品を扱った。ヘーリット・ファン・アイレンブルフが雇った画家にはヘンドリク・デ・フロマンティウ(Hendrik de Fromantiou: 1633–1693以降)やヘラルト・デ・ライレッセ(1640-1711)がいる。画商の仕事をさらに広げ、オランダ画家の作品だけでなく、イタリアの巨匠の作品や古代彫刻も扱うようになった。イングランドの宮廷画家のピーター・レリー(1618-1680)やポーランド王ヤン2世の代理人として彼らの美術品収集を助けた。アムステルダムの有力者からイングランド王チャールズ2世への贈答品についても助言した。
1671年に、オランダの商人で美術収集家のヘーリット・ラインスト(Gerrit Reynst: 1599–1658)のコレクションの競売を運営し、売却できなかった美術品から13点をブランデンブルク選帝侯フリードリヒ・ヴィルヘルムに売却した時、それらが贋作であるという主張をされ、美術品は返却された.。ファン・アイレンブルフはヤン・リーフェンスやメルヒオール・ドンデクーテル、ヘルブラント・ファン・デン・エークハウト、ヨハネス・フェルメールといった画家たちに真偽を判断するように依頼して反論しなければならなかった。
1672年に第三次英蘭戦争が始まったことや、美術品か価格の低落、前述の贋作問題による信用の低下などで1675年には画商の経営が行き詰まった。ファン・アイレンブルフはロンドンに移り、王室の絵画を管理する役職(Surveyor and Keeper of the King's Pictures)について働いた。
1679年にロンドンで没したとされる。
レンブラント生誕400年にあたる2006年に、アムステルダムの美術館レンブラントの家(Museum Het Rembrandthuis)はヘンドリクとヘーリットの父子の画商の活動に関する展覧会を開き、この展覧会はロンドンの画廊でも開催された。